# The Ark (Antartide)
The Ark (l'arco) è una vetta rocciosa che si innalza fino a 1.790 m, nella parte centrale dei Monti Read, che fanno parte della Catena di Shackleton, nella Terra di Coats in Antartide.  
Fu mappata per la prima volta nel 1957 dalla Commonwealth Trans-Antarctic Expedition (CTAE).
Nel 1967 fu effettuata una ricognizione aerofotografica da parte degli aerei della U.S. Navy. Un'ispezione al suolo fu condotta dalla British Antarctic Survey (BAS) nel periodo 1968-71.
Ricevette l'attuale denominazione nel 1971 dal Comitato britannico per i toponimi antartici (UK-APC), in quanto descrittiva della sua forma quando la formazione rocciosa viene osservata da ovest.